# 巴布斯托沃农村居民点
巴布斯托沃农村居民点（俄语：Бабстовское сельское поселение）是俄罗斯联邦犹太自治州列宁斯科耶区所属的一个农村居民点。其下辖有5个居民点，行政中心为巴布斯托沃。据2016年统计，该农村居民点的人口为4565人。